# Sylvia Robinson
Sylvia Robinson, nota anche con lo pseudonimo di Sylvia, Sylvia Robbins o Little Sylvia (nata Sylvia Vanderpool; Harlem, 29 maggio 1935 – Secaucus, 29 settembre 2011), è stata una cantante, produttrice discografica e imprenditrice statunitense.
Robinson riuscì a piazzare al primo posto della classifica R&B i singoli Love Is Strange del 1956, pubblicato quando faceva parte del duo Mickey & Sylvia, e Pillow Talk del 1973. Nel 1979 co-fondò l'etichetta hip hop Sugar Hill Records.
Robinson produsse due singoli storici del genere rap, ovvero Rapper's Delight (1979) della Sugarhill Gang e The Message (1982) di Grandmaster Flash and the Furious Five.

## Biografia

### Primi anni di vita
Sylvia Vanderpool nacque il 29 maggio 1935 nel quartiere di Harlem, a New York, da Herbert, un immigrato delle Isole Vergini che lavorava per la General Motors e Ida Vanterpool. Robinson frequentò la Washington Irving High School fino a quando abbandonò gli studi all'età di 14 anni.

### Primi anni di carriera
Nei primi anni cinquanta registrò qualche singolo per la Columbia Records usando lo pseudonimo Little Sylvia.
Nel 1954 iniziò a collaborare con il chitarrista del Kentucky Mickey Baker, che le insegnò a suonare la chitarra. Nel 1956 il duo, ora noto come Mickey & Sylvia, registrò il singolo scritto da Bo Diddley e Jody Williams Love Is Strange, che raggiunse la vetta della classifica R&B e l'undicesima posizione della classifica pop di Billboard all'inizio del 1957. Dopo altre uscite, tra cui There Oughta Be a Law (1957), che ebbe modesto successo, Mickey e Sylvia interruppero temporaneamente il loro sodalizio artistico nel 1958. Nello stesso periodo, Sylvia Vanderloo sposò Joseph Robinson. Nel 1960 produsse You Talk Too Much di Joe Jones (questo sebbene non appaia nei crediti del singolo). In quegli anni, adottando l'alias Sylvia Robbins, la cantante pubblicò alcuni dischi passati in sordina.
Nel 1961 l'artista statunitense tornò a collaborare con Mickey Baker e pubblicò delle canzoni per varie etichette tra cui la loro Willow Records, le cui uscite venivano distribuite dalla King di Cincinnati. Sempre nel 1961, Robinson e Baker presero parte alla registrazione della hit It's Gonna Work Out Fine, che valse al duo Ike & Tina Turner la loro prima nomination ai Grammy.
Nel 1964 Baker si trasferì a Parigi. Nel 1966 si trapiantò nel New Jersey. L'anno seguente co-fondò assieme al marito l'etichetta soul All Platinum Records. La prima hit licenziata dalla casa discografica fu I Won't Do Anything di Lezli Valentine, ricordato per la sua militanza nei Jaynetts. Nel 1968 Sylvia e Joseph Robinson misero sotto contratto i Moments (poi rinominati Ray, Goodman & Brown) che esordirono con Not on the Outside, che ebbe buon successo nella classifica R&B. Due anni dopo, nel 1970, la band di Washington licenzierà il suo maggiore successo Love on a Two-Way Street, prodotta e scritta da Sylvia Robertson e Bert Keyes e con liriche di Lezli Valentine (che però non viene citato nei crediti del disco). Altri successi dell'etichetta e di sue sussidiarie come la Stang e la Vibration comprendono Shame, Shame, Shame (1975) di Shirley & Company, Sexy Mama e Look at Me (I'm in Love) dei Moments, (Sending Out An) S.O.S. di Retta Young (1975) e la collaborazione Whatnauts/Moments, Girls. Robinson co-scrisse e co-produsse molti dei brani.

### Carriera solista
Nel 1972, dopo aver tentato invano di far produrre Pillow Talk da Al Green (quest'ultimo infatti non apprezzava il testo allusivo del brano a causa del suo credo cristiano), Robinson decise di registrare il brano in autonomia. Pubblicato come Sylvia nel 1973, Pillow Talk riuscì a raggiungere la vetta della classifica R&B, la terza posizione della Billboard Hot 100 e, nell'estate di quell'anno, la quattordicesima posizione della UK Singles Chart. Nel maggio del 1973 la RIAA conferì il disco d'oro all'artista. Nel 1974, sempre grazie a Pillow Talk, Robinson ottenne una nomination ai Grammy Award per la migliore performance vocale R&B femminile.
Successivamente, durante gli anni settanta, Sylvia Robinson registrò quattro album solisti e numerosi singoli per la Vibration tra cui i successi Didn't I (1973) e Sweet Stuff (1974).

### Sugar Hill Records
Sul finire degli anni settanta Sylvia e suo marito fondarono la Sugar Hill Records, etichetta discografica hip hop che prendeva il nome dall'area di New York collocata nel quartiere di Harlem. Il brano più noto inciso dall'etichetta è Rapper's Delight (1979) della Sugar Hill Gang, considerato una pietra miliare del rap e ricordato per essere stato uno dei primissimi hit di quel genere musicale. Oltre alla Sugar Hill Gang, l'etichetta scritturò la band di funky-rap al femminile The Sequence, di cui faceva parte l'ancora adolescente Angie Stone (che all'epoca si faceva soprannominare Angie B) e che registrò Funk You Up (1979). Nel 1982 Sylvia Robinson e il collettivo Grandmaster Flash and the Furious Five produssero The Message, canzone sulla vita del ghetto citata tra le più influenti in assoluto del genere hip hop e considerata da Rolling Stone una delle 50 migliori canzoni hip-hop di tutti i tempi. Una serie di fattori, tra cui i cambi di tendenza dell'hip hop, la concorrenza e le pressioni finanziarie, costrinsero la Sugar Hill a chiudere nel 1986.

### Ultimi anni
Nel 1987 la produttrice inaugurò la Bon Ami Records, che mise sotto contratto i New Style, poi rinominati Naughty by Nature.
Robinson morì la mattina del 29 settembre 2011, all'età di 76 anni, al Meadowlands Hospital di Secaucus a causa di insufficienza cardiaca congestizia.

### Dopo la morte
All'undicesima edizione del Rhythm and Blues Awards Gala nel 2000, Robinson ricevette un Pioneer Award per la sua carriera nel canto e per aver fondato la Sugarhill Records e nel 2022 ricevette l'Ahmet Ertegun Award per aver esercitato una grande influenza sullo sviluppo creativo dei primi successi hip-hop; Robinson è la seconda donna ad aver ricevuto l'onorificenza dopo Cynthia Weil.

## Vita privata
Robinson sposò l'uomo d'affari Joseph Robinson Sr. (1932–2000) e assieme a lui ebbe tre figli: Joseph "Joey" Robinson Jr. (1962–2015),  Leland Robinson (nato nel 1965 o, stando ad altre fonti, nel 1966) e Rhondo "Scutchie" Robinson (1970–2014) Durante gli anni sessanta la cantante era la proprietaria di un bar di Harlem conosciuto come Joey's Place (un nome ispirato al marito) e un disco-bar di New York chiamato Blue Morocco. Sylvia Robinson e Joe Robinson divorziarono durante la seconda metà degli anni ottanta.

## Discografia parziale

### Da solista

#### Album in studio
- 1973 – Pillow Talk
- 1975 – Sweet Stuff
- 1976 – Sylvia
- 1977 – Lay It on Me

#### Singoli
- 1973 – Pillow Talk
- 1973 – Have You Had Any Lately?
- 1973 – Didn't I
- 1973 – Soul Je T'Aime (con Ralfi Pagan)
- 1974 – Alfredo
- 1974 – Private Performance
- 1974 – Sho Nuff Boogie (con i Moments)
- 1974 – Sweet Stuff
- 1974 – Easy Evil
- 1976 – L.A. Sunshine
- 1977 – Lay It on Me
- 1978 – Automatic Lover
- 1982 – It's Good to Be the Queen